# Eschach, Đức
Eschach là một đô thị ở huyện Ostalbkreis ở bang Baden-Württemberg thuộc nước Đức. Đô thị này có diện tích 20,28 km², dân số thời điểm 31 tháng 12 năm 2021 là 1827 người.

## Địa lý
Eschach là một phần của tỉnh tự nhiên Östliches Albvorland và núi rừng Swabian-Franconian,
Eschach giáp ranh phía bắc với thị xã Sulzbach-Laufen nằm trong huyện Schwäbisch Hall, phía đông bắc với Abtsgmünd, phía đông với Obergröningen, phía đông nam với Schechingen, phía nam với Göggingen, phía tây nam với Täferrot và phía tây với Ruppertshofen và Gschwend.

## Lịch sử
Eschach là một khu định cư cổ đại. Điều này đã được chứng minh bằng nhiều phát hiện và bằng chứng từ thời kỳ đồ đá giữa và mới, cũng như từ thời Celtic và từ thời kỳ chinh phục của người Alemanni vào thế kỷ thứ 8. Dưới thời các hoàng đế Staufer vào thế kỷ 12, việc định cư bắt đầu với quy mô lớn hơn. Từ đó, đô thị bắt đầu đổi qua nhiều đời chủ nhân, từ bá tước Öttingen từ sau thế kì 12, các lãnh chúa nhà Rechberg thế kỉ 13 cho đến lãnh chúa nhà Limpurg.
Trong Chiến tranh Ba mươi năm từ 1618 đến 1648, các cuộc hành quân (chủ yếu liên quan đến cướp bóc, giết người và đốt phá) kết hợp với cuộc chiến khủng khiếp kéo theo giá cả đắt đỏ, nạn đói và bệnh dịch cho đô thị. Điều này khiến cho sau khi chiến tranh kết thúc, dân số của Eschach bị suy giảm nghiêm trọng. Phải mất nhiều năm sau, thiệt hại chiến tranh mới được khắc phục. Hai cuộc chiến tranh thế giới của thế kỷ 20 cũng để lại dấu ấn đối với Eschach. Khi chiến tranh kết thúc, đô thị vẫn có 900 cư dân. Vào thời điểm đó, dân số chủ yếu làm nông nghiệp và làm các nghề thủ công địa phương. Sau chiến tranh, nhiều người di tản đã tìm thấy ngôi nhà mới ở Eschach. Họ cũng góp phần vào sự phát triển chung của cộng đồng và sự bùng nổ kinh tế.
.